# ジャパニーズ・アトラクタ

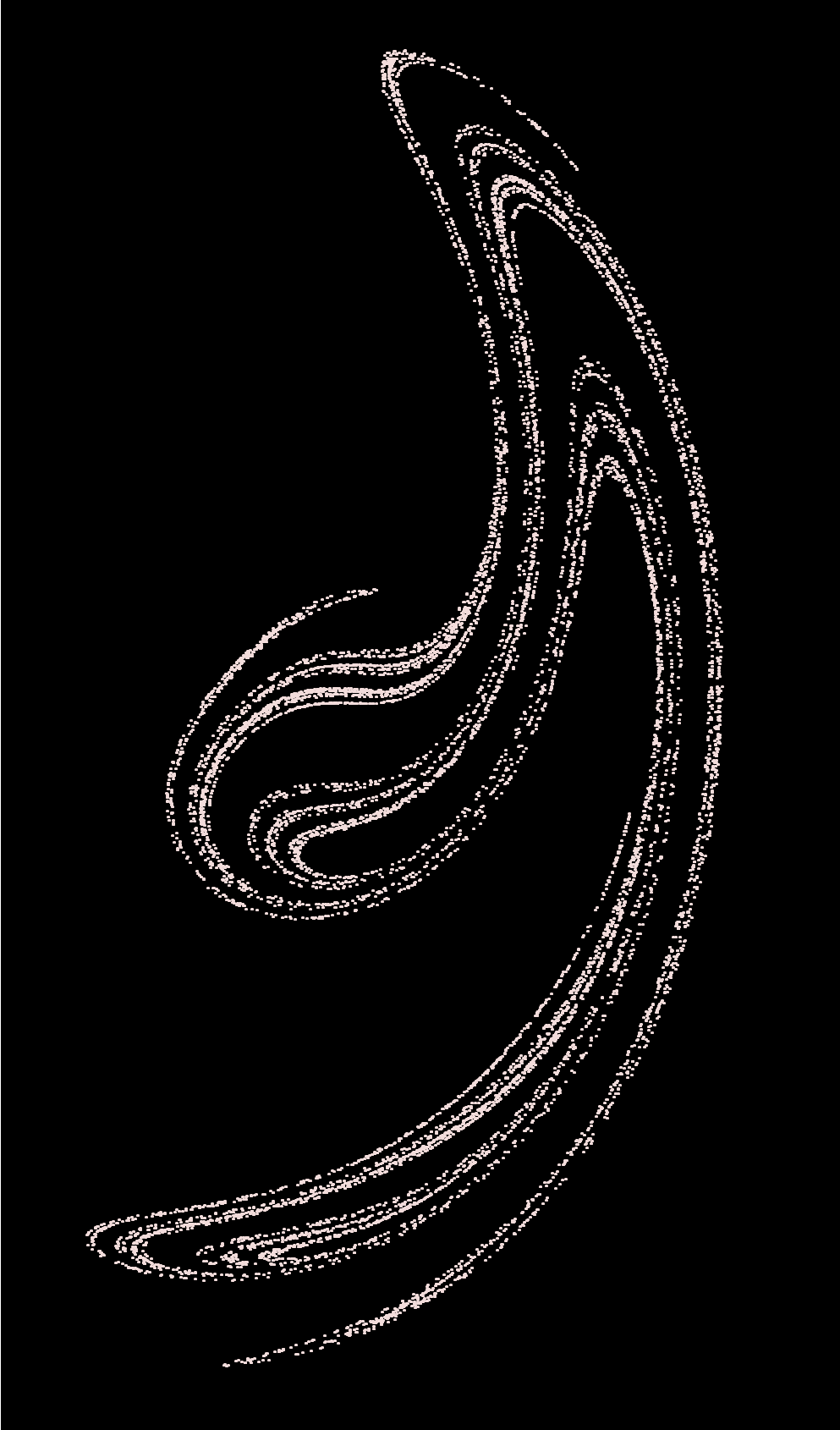
ジャパニーズ・アトラクタの図

ジャパニーズ・アトラクタ（英: Japanese attractor）とは、強制振動型のダフィング方程式で現出するストレンジ・アトラクタの一つである。発見者は日本の上田睆亮で、命名はフランスのダヴィッド・リュエルによる。上田の名を取ってウエダ・アトラクタ（英: Ueda attractor）とも呼ばれる。アトラクタ上では、状態変数の振る舞いは定常的に続く不規則振動すなわちカオス現象を示す。ジャパニーズ・アトラクタに使われる方程式は、強制振動型ダフィング方程式の特殊版であり、元の論文では非線形インダクタンスを持つ直列共振回路の数理モデルとして導出された。
1978年に上田の論文で発表され、1980年にリュエルが自身の論文でジャパニーズ・アトラクタと呼んで図を紹介したことをきっかけに世界的に有名となった。上田によると、1978年より前にもジャパニーズ・アトラクタと同形の多くのストレンジ・アトラクタに出会っており、さらに遡る1961年にはファン・デル・ポール方程式とダフィング方程式の混合型方程式においてカオス振動を発見していた。この発見は他の科学者によって追認されており、功績が称えられている。一方、これらの研究をカオス発見の歴史においてどのように位置づけるかについては異論もある。

## 方程式と振る舞い

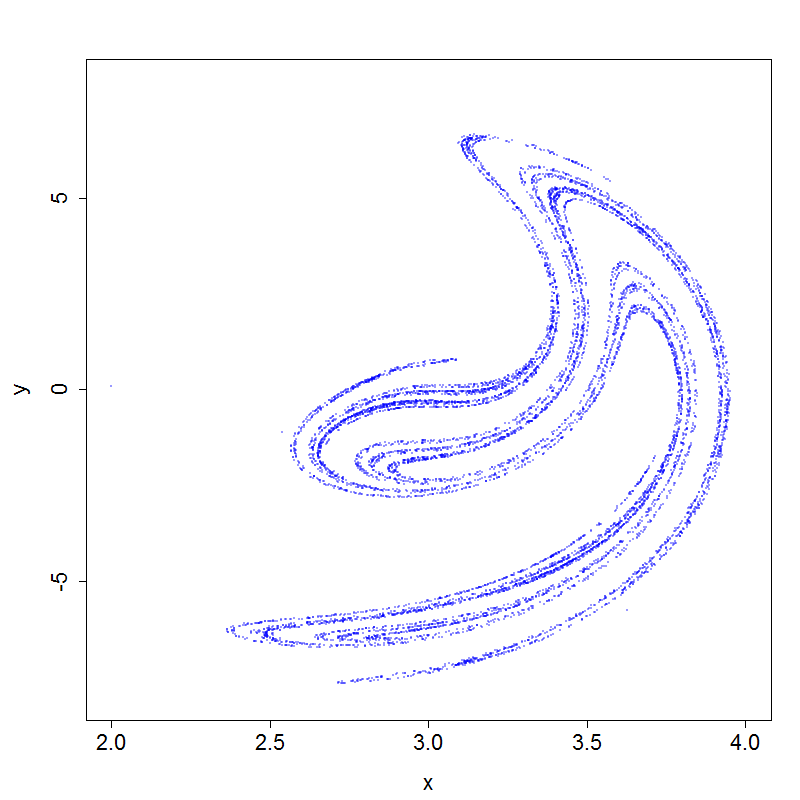
ジャパニーズ・アトラクタ。ポアンカレ写像（ストロボ写像）による xy-平面上の描写。

ジャパニーズ・アトラクタは、次式で示される強制振動型のダフィング方程式で現出する。
{\displaystyle {\begin{aligned}{\frac {\mathrm {d} x}{\mathrm {d} t}}&=y\\{\frac {\mathrm {d} y}{\mathrm {d} t}}&=-ky-x^{3}+B\cos t\\\end{aligned}}}
ここで、x, y は状態変数、t は時間、k, B は定数のパラメータである。1変数2階微分方程式の形では次のようにも表される。
{\displaystyle {\frac {\mathrm {d^{2}} x}{\mathrm {d} t^{2}}}+k{\frac {\mathrm {d} x}{\mathrm {d} t}}+x^{3}=B\cos t}
この方程式は、強制型ダフィング方程式のより一般的な形と比べて特殊な形となっている。上式では、一般的な強制型ダフィング方程式に比べ、x に比例する項が省略され、x3 に比例する項の係数は 1 で固定され、cos関数強制項の角周波数も 1 で固定されている。ジャパニーズ・アトラクタの初出となった上田の論文では、非線形インダクタンスを持つ直列共振回路の回路方程式から導出している。そこでは、x は無次元化された磁束の変数で、k, B は回路の各特性値から決まる係数であり、t も特性値で正規化された時間である。

ジャパニーズ・アトラクタにおける t に対するx と y の変動の様子。初期値は x_{0} = 3.0, y_{0} = 0.1 で、0 ≤ t ≤ 160 まで図示。

上記の強制型ダフィング方程式において、パラメータ k と B がそれぞれ k = 0.1, B = 12.0 のとき、x と y の解軌道はカオスとなる。このカオス的アトラクター（ストレンジ・アトラクタ）がジャパニーズ・アトラクタと呼ばれる。計算実験によると、このパラメータのときに不規則振動が定常状態として観察され、不規則振動の軌道の概形が種々の初期値に対して再現されることからアトラクタとみなされる。k = 0.1 で固定して B を増加させていったときのジャパニーズ・アトラクタへの分岐ルートを観察すると、3周期点から始まる周期倍分岐のカスケードを経てジャパニーズ・アトラクタになる。そこからさらに B を増加させるとホモクリニック分岐が起き、アトラクタは消滅する。ただし、ジャパニーズ・アトラクタの数理構造の綿密な解明はまだといえる。
強制振動型ダフィング方程式のような2次元非自励的周期系を扱う上では、周期 T ごとの (x, y) を計算し、連続的な時間にもとづく微分方程式系を離散的な時間の力学系に変換するポアンカレ写像ないしストロボ写像と呼ばれる手法が有効である。ジャパニーズ・アトラクタとして紹介される図も、T = 2π ごとの点 (x, y) を xy-平面上に繰り返し計算することで描かれる。

## 発見と命名
このストレンジ・アトラクタは、京都大学の電気工学者 上田睆亮により、1978年の論文「非線形性に基づく確率統計現象-Duffing方程式で表わされる系の場合」で報告された。その後、このストレンジ・アトラクタはフランス高等科学研究所の数理物理学者ダヴィッド・リュエルにより1980年の論文で紹介され、ジャパニーズ・アトラクタ（英: Japanese attractor）と名付けられた。この論文で、リュエルは「自分が見た最も美しいストレンジ・アトラクター」と述べて、アトラクタの図を引用している。1981年には、シュプリンガー・フェアラークが出版する数学カレンダーでジャパニーズ・アトラクタの図が掲載された。これらによってジャパニーズ・アトラクタが世界的に広く知られるようになる。現在では、カオスの入門書や啓蒙書などでよく登場する。ジャパニーズ・アトラクタは、上田の名を取ってウエダ・アトラクタ（英: Ueda attractor）とも呼ばれる。どちらかといえば、現在ではこの呼称の方が一般化している。
上田によると、1962年から1963年にかけての強制振動型ダフィング方程式の解析の過程で、ジャパニーズ・アトラクタと同形の多くのストレンジ・アトラクタにすでに出会っていた。当時上田は博士課程中で、担当指導教授の指示によりこれらの計算を行った。上田自身は後述の1961年で発見したものと同種の現象と考えたが、担当指導教授は周期振動に落ち着くまでの過渡状態であるとみなし、新たな発見として発表されることはなかった。上田は当時について
「骨の折れる仕事だったし、なにより時間に追われていたが、ともかくも私は期限までにやり終えた。その作業の途中で、またもめまいがするほどカオスと遭遇したのだ。これらのデータが、フランス高等科学研究所のリュエル教授が後に「ジャパニーズ・アトラクタ」と呼んでくれたストレンジ・アトラクタの起源だったのである」
と回想している。
一方で、強制振動型ダフィング方程式でのカオス発見を上田単独の功績とする見解には、異論も存在する。数学者の白岩謙一は、強制振動型ダフィング方程式で得られたカオスの発見を、上田睆亮ならびに同じ研究室に所属していた川上博の両名によるものとしている。両名の当時の資料を検証した上で、1966年から1967年にかけて強制振動型ダフィング方程式における双曲型平衡点から出る安定多様体と不安定多様体の交差（ホモクリニック点）の発見や相図の描出を川上が行っていることを指摘している。数学的に見れば横断的なホモクリニック点の発見はカオスの発見と等価とも言え、少なくともダフィング方程式における横断的なホモクリニック点あるいはカオスは川上が最初に発見したという見方を白岩は示している。

## 割れた卵形アトラクタ

ファン・デル・ポール/ダフィング混合型方程式で現出する「割れた卵形アトラクタ」の例。1961年当時の計算実験と同じパラメータ μ = 0.2, γ = 8, B = 0.35, ν = 1.02 を使用している。図はストロボ写像ではなく時間に連続的な x と y の解軌道を示す。

上田によれば、ジャパニーズ・アトラクタの発見に先立つ1961年に、上田はファン・デル・ポール方程式とダフィング方程式の混合型方程式において、カオス振動（ストレンジ・アトラクタ）を発見していた。1961年のカオスは、次のファン・デル・ポール/ダフィング混合型方程式で発生したものである。
{\displaystyle {\begin{aligned}{\frac {\mathrm {d} x}{\mathrm {d} t}}&=y\\{\frac {\mathrm {d} y}{\mathrm {d} t}}&=\mu (1-\gamma x^{2})y-x^{3}+B\cos \nu t\\\end{aligned}}}
ここで、x, y は状態変数、t は時間、μ, γ, B, ν は定数パラメータである。上田はアナログ計算機を用いて、μ = 0.2, γ = 8, B = 0.35 に保ちつつ 角周波数パラメータ ν の値を変化させながらストロボ写像を計算する過程で、収束しない不規則振動、すなわちカオスを発見した。このアトラクタの形状を、上田は「割れた卵形」や「割れた卵形アトラクタ」と形容している。
ただし1961年当時ストレンジ・アトラクタやカオスのような言葉は認識されておらず、上田は当時の状況について以下のように回想している。
「最初はアナログ・コンピュータが故障したのかと思った。しかしすぐに、いやそんなことはないと悟った。そしてほどなく私はその神秘的な現象の全貌を理解し始めた―同期外れ状態では、割れた卵形は滑らかな閉曲線よりも頻繁に現れる。そして割れた卵を描出する点群の順序はまったく不規則というしかなく、その順序はまるで説明しがたいものに思われた。」
カリフォルニア大学サンタクルーズ校の数学者ラルフ・エイブラハムは、1961年の上田の業績をカオスの「最初の可視化」と呼んでいる。上田が1961年11月27日に得た計算実験結果は残存しており、ブルックヘブン国立研究所のブルース・スチュアートが資料を譲り受けて検証した。後にスチュアートは、1961年の終わり頃にカオスは上田によって最初に気づかれ記録されたと述べている。上田自身は、マサチューセッツ工科大学の気象学者エドワード・ローレンツが1963年のほぼ同時期に3次元系自励系におけるカオスを発表していることも考慮して、自身の仕事を「2次元非自励周期系における最古のカオスの実例」と呼んでいる。
一方で白岩は、1961年の「割れた卵形アトラクタ」の発見を了承しつつも、この発見が結局は論文の形にならなかった点を指摘している。また、1927年のバルタザール・ファン・デル・ポールらに実験や1945年のメアリー・カートライトらの研究があることから、1961年の上田の発見を電気回路で最初に発見・認識されたカオスとする見方にも否定的である。
1961年のアナログコンピュータによる計算結果のオリジナルデータは、記録としてブルックヘブン国立研究所へ譲渡され、保存されている。